# Gemmail

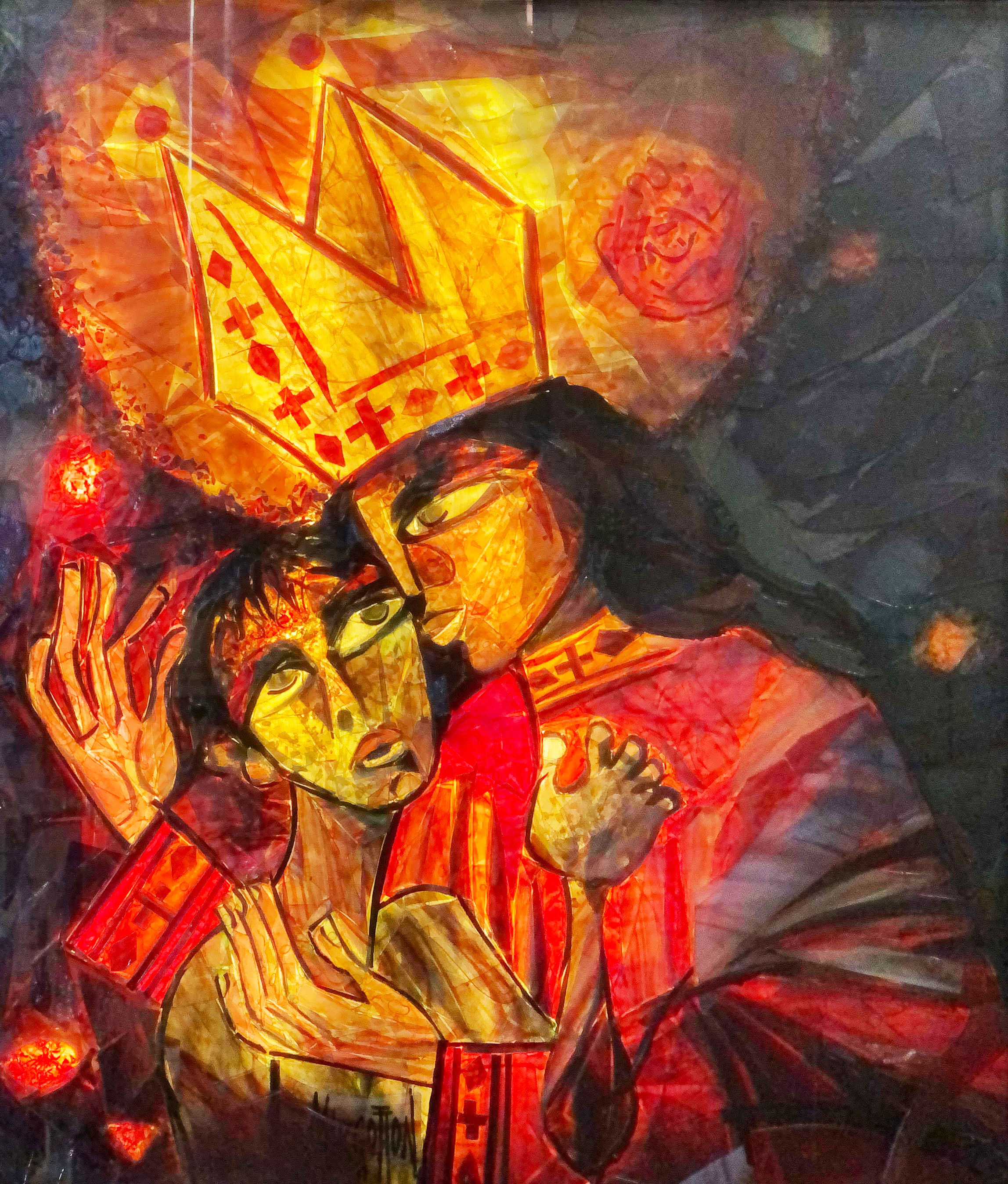
Exemple de gemmail : Saint Martin embrasse le Lépreux, d’après une toile de René Margotton, 1988. Basilique Saint-Martin de Tours.

Le gemmail est une technique artistique conçue au XXe siècle, proche du vitrail, utilisant la superposition de fragments de verre dont la forme et la couleur sont déterminées par la main de l’artiste, où, grâce à la transparence, la lumière projetée par l'arrière vient rehausser la couleur.

## Historique
Le gemmail a été inventé par le peintre Jean Crotti dans les années 1930 en collaboration avec Roger Malherbe-Navarre. En 1939, Jean Crotti crée le mot-valise gemmail en fusionnant les termes gemme et émail. Après les difficultés dues à la Seconde Guerre mondiale, il reprend son activité en 1945 et la cède à Roger Malherbe-Navarre au début des années 1950.

Les quais de la station de métro parisien Franklin D. Roosevelt (anciennement Marbeuf) furent décorés de gemmaux de 1957 à sa rénovation en 2007. Des compositions originales voisinaient avec des adaptations d'œuvres d'après Edgar Degas, Paul Cézanne, Georges Braque, Pablo Picasso et des images publicitaires.

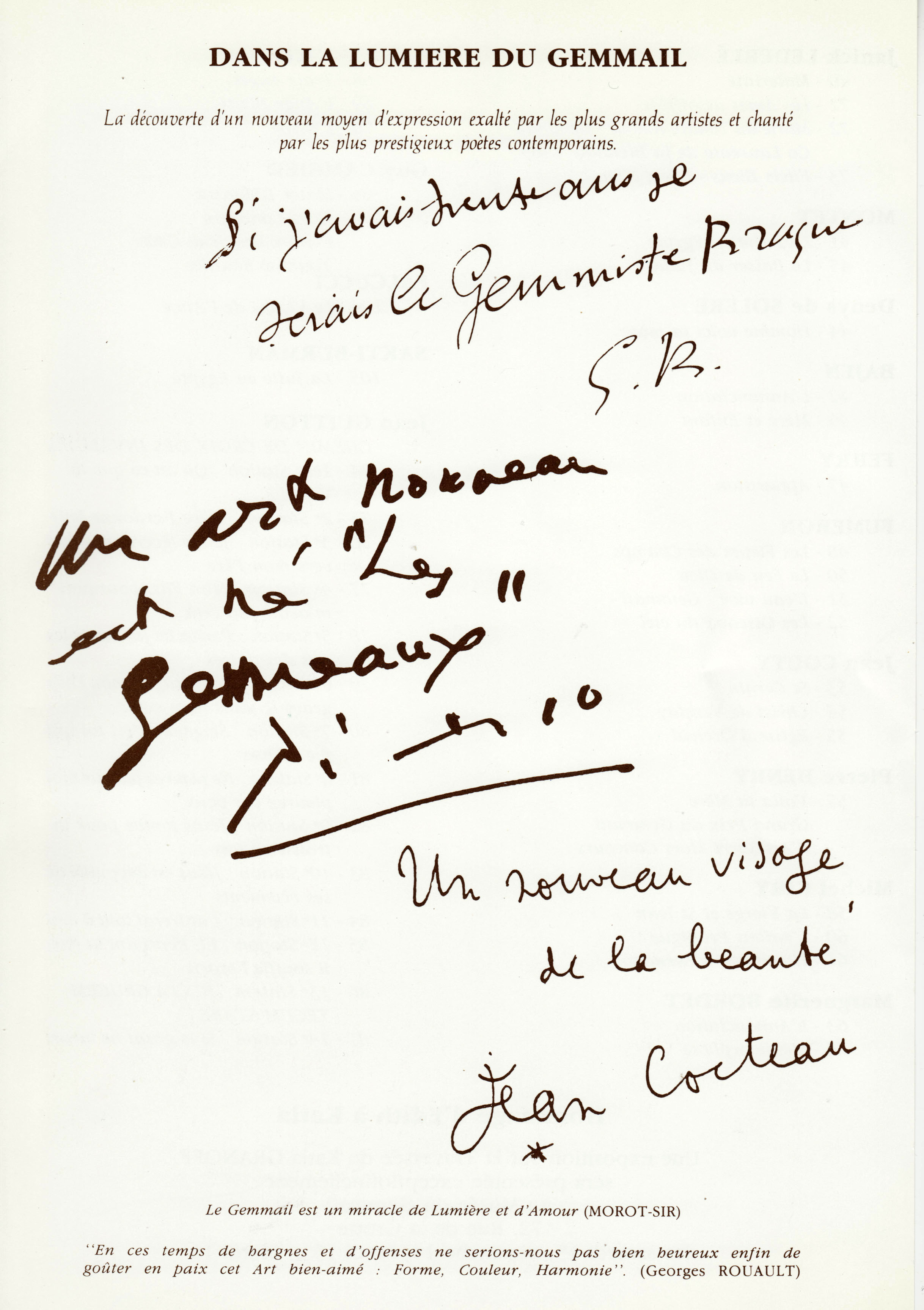
Gemmail - Braque, Picasso, Jean Cocteau.

Un défaut d'étanchéité causa leur empoussièrement intérieur au cours des décennies jusqu'à leur dépose.
Des œuvres d’art originales en gemmail ont été exécutées par Pablo Picasso entre 1954 et 1956 : elles ont été exposées à New York au Metropolitan Museum of Art en 1959, à l'Art Institute of Chicago en 1960, à Paris à la galerie Charpentier en 1964, à Hakone au musée en plein air en 1970.
René Margotton en réalisa sur le thème des apparitions dans la basilique Saint-Pie-X de Lourdes, où vingt pièces ont été exécutées entre 1989 et 1993.

## Collections publiques
- Lourdes :
  - musée du Gemmail, fermé en 2015.
  - basilique souterraine Saint-Pie-X : une cinquantaine de gemmaux disposés dans la nef et sur le mur extérieur, le long du déambulatoire.
- Paris, station de métro Franklin D. Roosevelt : Les Danseuses d'après Edgar Degas, Vase de fleurs d'après Paul Cézanne et Miroir et guitare d'après Pablo Picasso, trois gemmaux de 1957, réinstallés en 2011 dans la salle des billets après la restauration de la station[3].
- Tours :
  - musée du Gemmail, hôtel Raimbault, fermé en 2011[4].
  - basilique Saint-Martin : quelques gemmaux dans la nef.